# Torres JMC
Las Torres JMC, o Las Nuevas Torres Gemelas de las Atalayas, son un par de rascacielos de oficinas de 95 metros respectivamente que se encuentran en la ciudad de Murcia (Región de Murcia, España). Su altura les convierte en el rascacielos más alto de la Región de Murcia, quitándole el puesto a la torre de la Catedral de Murcia con 91 metros de altura. Cada uno de los rascacielos cuenta con 22 plantas a la vista y otras 3 subterráneas para el aparcamiento, y cuatro ascensores, dos interiores y dos panorámicos. La inauguración de las Torres Atalayas se produjo en verano de 2009
Actualmente acoge las oficinas centrales del grupo empresarial Fuertes.